# (3343) Nedzel
(3343) Nedzel es un asteroide perteneciente al grupo de los asteroides que cruzan la órbita de Marte descubierto por el equipo del Laboratorio Lincoln el 28 de abril de 1982 desde el Sitio de Pruebas Experimentales, en Socorro, Estados Unidos.

## Designación y nombre
Nedzel recibió inicialmente la designación de 1982 HS.
Posteriormente, en 1986, se nombró en honor de V. Alexander Nedzel.

## Características orbitales
Nedzel está situado a una distancia media de 2,35 ua del Sol, pudiendo alejarse hasta 3,081 ua y acercarse hasta 1,618 ua. Tiene una inclinación orbital de 25,01 grados y una excentricidad de 0,3113. Emplea 1316 días en completar una órbita alrededor del Sol.

## Características físicas
La magnitud absoluta de Nedzel es 13 y el periodo de rotación de 5,462 horas.